# 志岐義郎
志岐 義郎（しき よしろう、1911年3月19日 - 1973年6月7日）は、日本の経営者。三菱瓦斯化学社長を務めた。

## 経歴
福岡県出身。1931年に東京帝国大学経済学部経済学科を卒業。
三菱製紙での勤務を経て、1945年に江戸川化学工業に転じ、1951年に取締役、1956年6月に常務、1966年に専務を経て、1964年には社長に就任し、1971年10月に三菱瓦斯化学社長に就任。
1969年4月に藍綬褒章を受章。
1973年6月7日、心筋梗塞のために死去。62歳没。